# GKS Tychy (piłka nożna)
GKS Tychy – polski klub piłkarski z siedzibą w Tychach, występujący w I lidze. Założony 20 kwietnia 1971. Największym sukcesem GKS-u Tychy było zdobycie wicemistrzostwa Polski w sezonie 1975/1976.
W sezonie 2007/2008 klub awansował do II ligi (reorganizacja rozgrywek), wygrywając swoją ligę oraz dwustopniowe baraże.
W lipcu 2008 klub powrócił do historycznej nazwy Górniczy Klub Sportowy Tychy. W sezonie 2015/2016 GKS Tychy zajął trzecie miejsce w rozgrywkach II ligi i awansował na zaplecze Ekstraklasy.

## Historia
Dnia 20 kwietnia 1971 w wyniku odgórnych decyzji władz politycznych zdecydowano o połączeniu w jeden silny, wielosekcyjny klub sportowy piłkarzy Polonii Tychy, kilka sekcji Górnika Wesoła oraz hokejowej sekcji Górnika Murcki – tak powstał GKS Tychy. Już w rozgrywkach 1972/73, czyli zaledwie 2 lata po powstaniu klubu piłkarze GKS-u awansowali do II ligi. Na zapleczu I ligi tyszanie spędzili jednak tylko jeden sezon – niespodziewanie wygrali oni rozgrywki grupy południowej dzięki czemu uzyskali promocję do najwyższej klasy rozgrywkowej. W sezonie 1975/76 ku zaskoczeniu wszystkich piłkarze GKS-u zdobyli wicemistrzostwo kraju.
Po tym sukcesie nastąpił nieoczekiwany i trudny do wytłumaczenia regres drużyny. Mimo utrzymanego składu z poprzedniego sezonu (lecz nie dokonano także żadnych wzmocnień) tyszanie po rundzie jesiennej zamykali tabele I ligi, stosunkowo udana wiosna pozwoliła nawet wydostać się ze strefy spadkowej, lecz porażki w ostatnich meczach sezonu przekreśliły szanse i GKS spadł do II ligi. Sądzono, że GKS szybko powróci w grono pierwszoligowców, niestety zamiast awansu przyszedł kolejny spadek – tym razem w sezonie 1982/83 do III ligi. W rozgrywkach 1992/93 GKS powrócił do II ligi, jednak spędził w niej tylko dwa sezony i ponownie spadł do III ligi.
Dzięki fuzji z Sokołem Pniewy przed rozgrywkami 1995/96 GKS powrócił do I ligi jako Sokół Tychy. W drugim sezonie istnienia fuzji klub z powodu długów wycofał się z rozgrywek po 26 z 34 kolejek po czym został zdegradowany a następnie rozwiązany. Tyszanie w tym samym roku reaktywowali piłkę nożną w mieście – utworzono zespół pod szyldem Tyski Klub Sportowy Tychy, który zaczął grę od V ligi. Po następnych dwóch latach klub występował już jako Górnośląski Klub Sportowy Tychy '71. W rozgrywkach 2000/01 drużyna uzyskała promocję do IV ligi. W sezonie 2007/08 GKS awansował do II ligi, wygrywając swoją ligę oraz dwustopniowe baraże. Klub powrócił również do historycznej nazwy Górniczy Klub Sportowy Tychy. W sezonie 2011/2012 drużyna awansowała do I ligi. 
Od 1 lipca 2011 do 30 czerwca 2019 właścicielem klubu była miejska spółka Tyski Sport S.A. Od 1 lipca 2019 sekcja piłki nożnej funkcjonuje pod nazwą Klub Piłkarski GKS Tychy S.A.

## Sukcesy

### Międzynarodowe
- 1/32 finału Pucharu UEFA (1): 1976/1977

### Krajowe
- Wicemistrzostwo Polski (1): 1975/1976
- 1/4 finału Pucharu Polski (2): 1976/1977, 2019/2020
- 1/8 finału Pucharu Polski (4): 1974/1975, 2007/2008, 2013/2014, 2014/2015
- Występy w I lidze, obecnie Ekstraklasa (3 sezony): 1974/1975, 1975/1976, 1976/1977
- Występy w II lidze, obecnie I liga (20 sezonów): 1973/1974, 1977/1978, 1978/1979, 1979/1980, 1980/1981, 1981/1982, 1982/1983, 1992/1993, 1993/1994, 2012/2013, 2013/2014, 2014/2015, 2016/2017, 2017/2018, 2018/2019, 2019/2020, 2021/2022, 2022/2023, 2023/2024, 2024/2025

## Poszczególne sezony

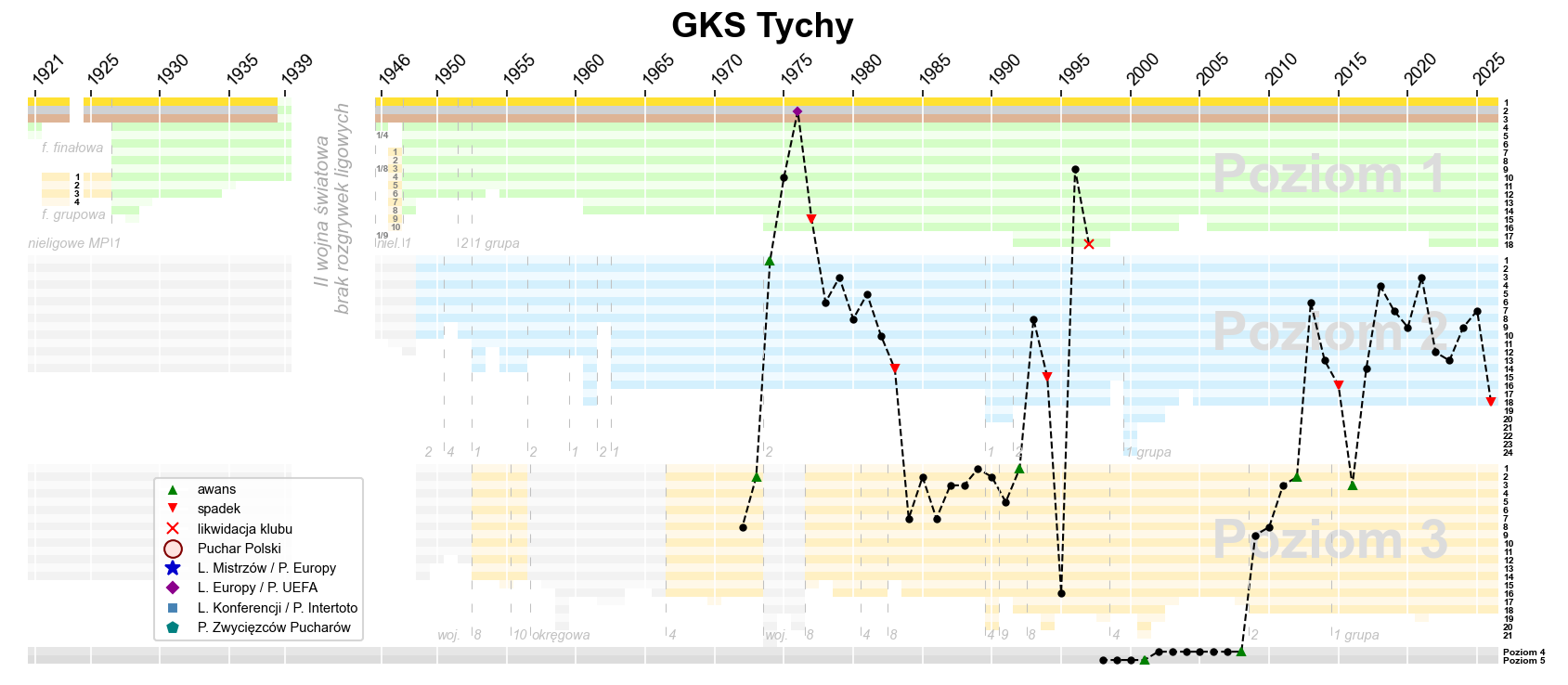
Historia występów GKS Tychy w rozgrywkach ligowych

| Sezon     | Rozgrywki ligowe                | Rozgrywki ligowe | Puchar Polski (rozgrywki centralne) | Uwagi                                    | Uwagi                                                   |
| Sezon     | Liga                            | Miejsce          | Puchar Polski (rozgrywki centralne) | Uwagi                                    | Uwagi                                                   |
| --------- | ------------------------------- | ---------------- | ----------------------------------- | ---------------------------------------- | ------------------------------------------------------- |
| 1971/1972 | III liga (gr. II)               | 8/16             | –                                   |                                          |                                                         |
| 1972/1973 | III liga (gr. II)               | 2/16             | –                                   |                                          |                                                         |
| 1973/1974 | II liga (gr. południowa)        | 1/16             | –                                   |                                          |                                                         |
| 1974/1975 | I liga                          | 10/16            | 1/8                                 |                                          |                                                         |
| 1975/1976 | I liga                          | 2/16             | 1/16                                | Najwyżej notowany klub z Górnego Śląska. | Najwyżej notowany klub z Górnego Śląska.                |
| 1976/1977 | I liga                          | 15/16            | 1/4                                 | 1/32 finału Pucharu UEFA                 | 1/32 finału Pucharu UEFA                                |
| 1977/1978 | II liga (gr. południowa)        | 6/16             | 1/16                                |                                          |                                                         |
| 1978/1979 | II liga (gr. wschodnia)         | 3/16             | 2R                                  |                                          |                                                         |
| 1979/1980 | II liga (gr. wschodnia)         | 8/16             | 2R                                  |                                          |                                                         |
| 1980/1981 | II liga (gr. wschodnia)         | 5/16             | 1/16                                |                                          |                                                         |
| 1981/1982 | II liga (gr. zachodnia)         | 10/16            | 3R                                  |                                          |                                                         |
| 1982/1983 | II liga (gr. zachodnia)         | 14/16            | 2R                                  |                                          |                                                         |
| 1983/1984 | III liga (gr. VI)               | 7/14             | 1/16                                | Puchar Polski Katowickiego OZPN          | Puchar Polski Katowickiego OZPN                         |
| 1984/1985 | III liga (gr. VI)               | 2/14             | 3R                                  |                                          |                                                         |
| 1985/1986 | III liga (gr. VI)               | 7/16             | –                                   |                                          |                                                         |
| 1986/1987 | III liga (gr. VI)               | 3/16             | –                                   |                                          |                                                         |
| 1987/1988 | III liga (gr. VI)               | 3/16             | –                                   |                                          |                                                         |
| 1988/1989 | III liga (gr. VI)               | 1/16             | –                                   | Przegrane baraże o awans                 | Przegrane baraże o awans                                |
| 1989/1990 | III liga (gr. III)              | 2/20             | –                                   |                                          |                                                         |
| 1990/1991 | III liga (gr. V)                | 5/16             | –                                   |                                          |                                                         |
| 1991/1992 | III liga (gr. IV)               | 1/18             | –                                   |                                          |                                                         |
| 1992/1993 | II liga (gr. zachodnia)         | 8/18             | –                                   |                                          |                                                         |
| 1993/1994 | II liga (gr. zachodnia)         | 15/18            | 2R                                  |                                          |                                                         |
| 1994/1995 | III liga (gr. III)              | 16/18            | 2R                                  | Po sezonie fuzja z Sokołem Pniewy.       | Po sezonie fuzja z Sokołem Pniewy.                      |
| 1995/1996 | I liga                          | 9/18             | 1/4                                 | Jako Sokół Tychy                         | Najwyżej notowany klub z Górnego Śląska.                |
| 1996/1997 | I liga                          | 18/18            | 1/16                                | Jako Sokół Tychy                         | Wycofanie się z rozgrywek po 26. kolejce, rozpad fuzji. |
| 1997/1998 | Liga okręgowa (gr. Katowice I)  | 12/16            | –                                   | Jako TKS Tychy                           |                                                         |
| 1998/1999 | Liga okręgowa (gr. Katowice II) | 7/16             | –                                   | Jako TKS Tychy                           |                                                         |
| 1999/2000 | Liga okręgowa (gr. Katowice II) | 2/17             | –                                   | Jako GKS Tychy `71                       |                                                         |
| 2000/2001 | Liga okręgowa (gr. Katowice I)  | 1/16             | –                                   | Jako GKS Tychy `71                       |                                                         |
| 2001/2002 | IV liga (gr. śląska II)         | 5/16             | –                                   | Jako GKS Tychy `71                       |                                                         |
| 2002/2003 | IV liga (gr. śląska I)          | 2/16             | –                                   | Jako GKS Tychy `71                       |                                                         |
| 2003/2004 | IV liga (gr. śląska I)          | 3/16             | –                                   | Jako GKS Tychy `71                       |                                                         |
| 2004/2005 | IV liga (gr. śląska I)          | 2/16             | –                                   | Jako GKS Tychy `71                       | Puchar Polski Śląskiego ZPN.                            |
| 2005/2006 | IV liga (gr. śląska I)          | 2/17             | RW                                  | Jako GKS Tychy `71                       |                                                         |
| 2006/2007 | IV liga (gr. śląska I)          | 2/16             | –                                   | Jako GKS Tychy `71                       | Puchar Polski Śląskiego ZPN.                            |
| 2007/2008 | IV liga (gr. śląska I)          | 1/16             | 1/8                                 | Jako GKS Tychy `71                       | Awans po dwustopniowych barażach, reforma rozgrywek.    |
| 2008/2009 | II liga (gr. zachodnia)         | 9/18             | –                                   | Powrót do nazwy GKS Tychy.               | Powrót do nazwy GKS Tychy.                              |
| 2009/2010 | II liga (gr. zachodnia)         | 8/18             | 1/16                                |                                          |                                                         |
| 2010/2011 | II liga (gr. zachodnia)         | 3/18             | 1/16                                |                                          |                                                         |
| 2011/2012 | II liga (gr. zachodnia)         | 2/18             | RW                                  |                                          |                                                         |
| 2012/2013 | I liga                          | 6/18             | RW                                  |                                          |                                                         |
| 2013/2014 | I liga                          | 13/18            | 1/8                                 |                                          |                                                         |
| 2014/2015 | I liga                          | 16/18            | 1/8                                 |                                          |                                                         |
| 2015/2016 | II liga                         | 3/18             | RW                                  |                                          |                                                         |
| 2016/2017 | I liga                          | 14/18            | 1R                                  |                                          |                                                         |
| 2017/2018 | I liga                          | 4/18             | 1/16                                |                                          |                                                         |
| 2018/2019 | I liga                          | 7/18             | 1/32                                |                                          |                                                         |
| 2019/2020 | I liga                          | 9/18             | 1/4                                 |                                          |                                                         |
| 2020/2021 | I liga                          | 3/18             | 1/32                                | Przegrane baraże o awans                 | Przegrane baraże o awans                                |
| 2021/2022 | I liga                          | 12/18            | 1/16                                |                                          |                                                         |
| 2022/2023 | I liga                          | 13/18            | 1R                                  |                                          |                                                         |
| 2023/2024 | I liga                          | 9/18             | 1/16                                |                                          |                                                         |
| 2024/2025 | I liga                          | 7/18             | 1R                                  |                                          |                                                         |

## GKS Tychy w rozgrywkach

### Europejskie puchary
Legenda do wszystkich tabel:
- Q – runda eliminacyjna, 1/16, 1/8, 1/4, 1/2 – odpowiednia faza rozgrywek, Grupa – runda grupowa, 1r gr – pierwsza runda grupowa, 2r gr – druga runda grupowa, F – finał, R – runda, PO – play-off
- k. – rzuty karne, los. – losowanie, Dogr. – dogrywka, w. – zasada bramek strzelonych na wyjeździe

| Sezon     | Rozgrywki   | Runda | Przeciwnik | Dom | Wyjazd | Ogólnie |
| --------- | ----------- | ----- | ---------- | --- | ------ | ------- |
| 1976/1977 | Puchar UEFA | 1R    | 1. FC Köln | 1–1 | 0–2    | 1–3     |

## Historyczne nazwy klubu
- 20 kwietnia 1971 – GKS Tychy (fuzja Polonii Tychy, Górnika Wesoła (reaktywowany w 1975) oraz hokejowego Górnika Murcki)
- 13 lipca 1976 – wchłonięcie Górnika Lędziny i paru innych podmiejskich klubów przez GKS (reaktywacja Górnika w 1984)
- 1995 – Sokół Tychy (fuzja z Sokołem Pniewy)
- 1997 – TKS Tychy
- 2000 – Górnośląski Klub Sportowy Tychy '71
- 22 lipca 2008 – Górniczy Klub Sportowy Tychy

## Stadion

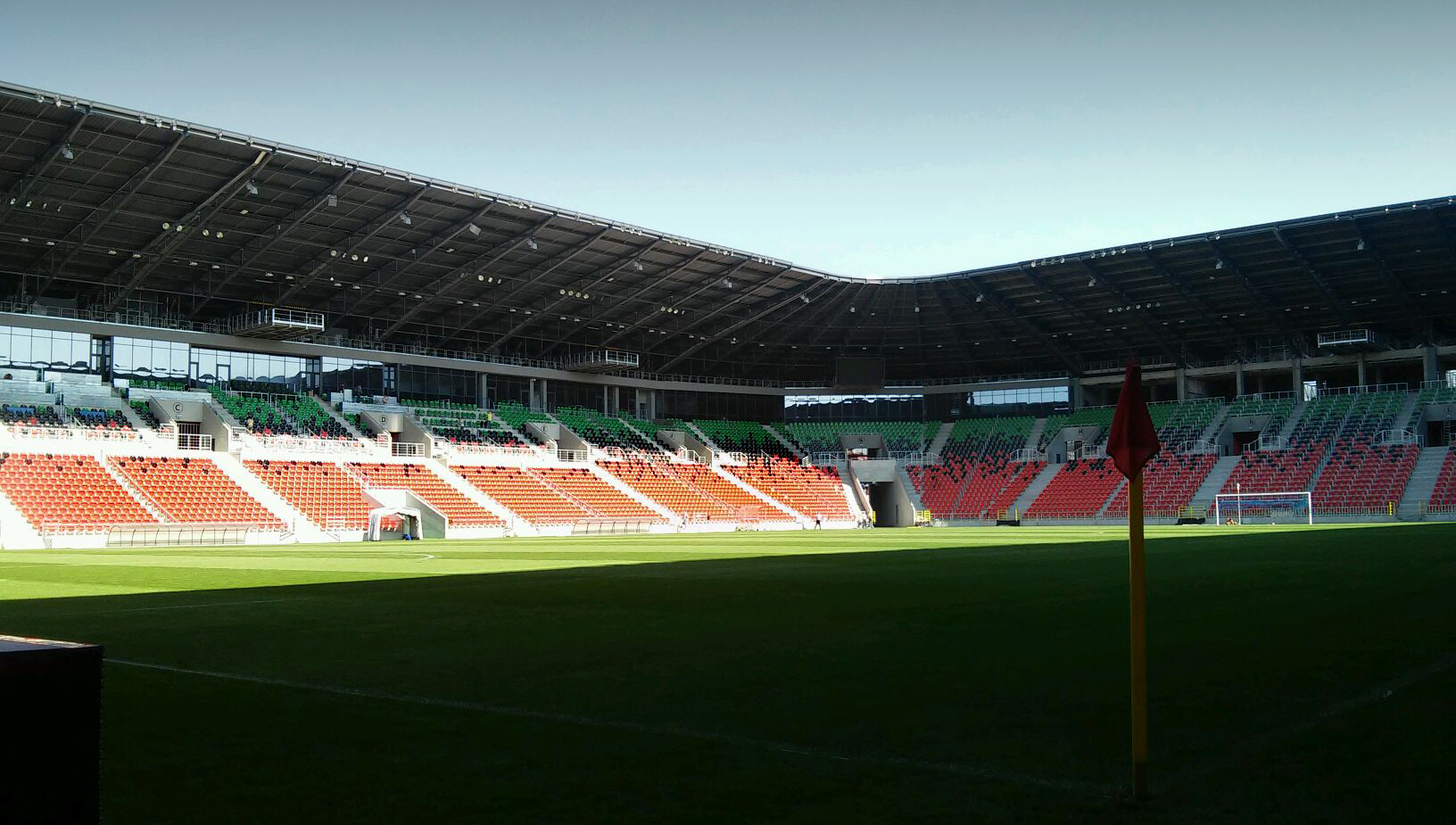
Stadion Miejski w Tychach

Obecny typowo piłkarski obiekt został oddany do użytku w 2015. Pojemność stadionu wynosi 15 150 miejsc siedzących, wszystkie znajdują się pod dachem.

## Piłkarze

### Obecny skład
Stan na 19 sierpnia 2022
| Nr | Poz. | Piłkarz                 |
| -- | ---- | ----------------------- |
| 1  | BR   | Adrian Odyjewski        |
| 3  | OB   | Petr Buchta             |
| 4  | PO   | Oskar Paprzycki         |
| 5  | OB   | Maciej Mańka            |
| 6  | OB   | Nemanja Nedić           |
| 7  | NA   | Marcin Kozina           |
| 10 | PO   | Antonio Domínguez       |
| 12 | BR   | Stanisław Czarnogłowski |
| 13 | BR   | Konrad Jałocha          |
| 15 | OB   | Bartosz Zarębski        |
| 18 | PO   | Dorian Orliński         |
| 19 | NA   | Daniel Rumin            |
| 20 | NA   | Gracjan Jaroch          |

| Nr | Poz. | Piłkarz             |
| -- | ---- | ------------------- |
| 21 | OB   | Krzysztof Machowski |
| 22 | BR   | Kacper Dana         |
| 23 | PO   | Mateusz Radecki     |
| 25 | PO   | Wiktor Żytek        |
| 27 | NA   | Kamil Kargulewicz   |
| 28 | PO   | Miłosz Pawlusiński  |
| 29 | NA   | Tomáš Malec         |
| 30 | OB   | Kamil Szymura       |
| 44 | BR   | Adrian Kostrzewski  |
| 77 | NA   | Patryk Mikita       |
| 88 | PO   | Natan Dzięgielewski |
| 98 | PO   | Mateusz Czyżycki    |
| 99 | PO   | Dominik Połap       |

## Sztab szkoleniowy
Stan na 27 marca 2023
| Funkcja           | Imię i Nazwisko    |
| ----------------- | ------------------ |
| Trener            | Dariusz Banasik    |
| Asystent trenera  | Przemysław Pitry   |
| Asystent trenera  | Łukasz Biliński    |
| Trener bramkarzy  | Andrzej Bledzewski |
| Kierownik drużyny | Grzegorz Kiecok    |
| Fizjoterapeuta    | Dawid Wawrzko      |
| Fizjoterapeuta    | Kamil Drabik       |
| Lekarz            | Grzegorz Nocoń     |

## Drużyna rezerwowa
Rezerwy GKS-u, pod nazwą GKS II Tychy, grały w IV lidze od sezonu 2015/2016 do sezonu 2024/2025, kiedy to została rozwiązana. Wcześniej występowały w lidze okręgowej.

## Młodzież
Młodzieżowe drużyny występują pod nazwą Klub Piłkarski GKS Tychy (koordynatorem jest Jarosław Zadylak), od sezonu 2020/2021 istnieje 11 zespołów w różnych grupach wiekowych: U-9 (IV liga okręgowa E2 Orlik, trener Mateusz Malik), U-10 (IV liga okręgowa E1 Orlik gr. 4, trener Rafał Wiklak), U-11 (IV liga okręgowa D2 Młodzik gr. 4, trener Przemysław Szymala), U-11 (IV liga okręgowa D2 Młodzik gr. 3, trener Dawid Frąckowiak), U-12 (IV liga okręgowa D1 Młodzik, trener Grzegorz Włodarski), U-13 (IV liga okręgowa C2 Trampkarz, trener Marcin Piekarski), U-14 (III liga wojewódzka C2 Trampkarz, trener Stanisław Gaża), U-15 (I liga wojewódzka C1 Trampkarz, trener Mateusz Skwirut), U-16 (B2 Junior Młodszy, trener Sebastian Kokoszka), U-17 (I liga wojewódzka B1 Junior Młodszy, trener Przemysław Pitry) i U-19 (I liga wojewódzka A1 Junior, trener Sebastian Idczak).

## Sponsorzy klubu

### Sponsor główny
- Tyskie
- Superbet[16]

### Partner strategiczny
- Tychy – dobre miejsce dla sportu

### Sponsor premium
- Maxcom S.A.
- TechCar Kompleks Motoryzacyjny w Tychach
- CONCRET
- ELMAX
- ROSA
- Funghi-Pol Sp. z o.o.
- krolmeble.pl
- TORKOL Sp. z o.o.
- Optyk Brilliant

### Partner główny
- ŚRÓDMIEŚCIE Sp. z o.o.
- PEC Tychy
- RPWiK Tychy
- Master Tychy

### Partner techniczny
- Hummel International

### Partner biznesowy
- Fincon Adviser Sp. z o.o.
- Medicare-Galenica
- Multi Polymers
- CTS
- Invenio
- Water Group
- Odlot sklepy spożywcze
- Dt Weld

### Patronat medialny
- Twoje Tychy
- Radio Express

### Sponsor rozgrywek
- Fortuna zakłady bukmacherskie

## Statystyki

### Rekordy klubowe
- Najwyższe zwycięstwo w I lidze: 5:0 z Wisłą Kraków i Pogonią Szczecin
- Najwyższa porażka w I lidze: 0:5 z Wisłą Kraków i Widzewem Łódź

### Rekordy indywidualne
- Najlepszy strzelec w I lidze: Roman Ogaza – 25 goli
- Najwięcej spotkań w I lidze: Kazimierz Szachnitowski, Jerzy Kubica, Józef Trójca – 88
- Najskuteczniejszy piłkarz klubu: Kazimierz Szachnitowski - 101 goli ligowych
- Najwięcej występów ligowych w klubie: Henryk Hojeński - 432